# Catedral de Querétaro
El Antiguo Oratorio de San Felipe Neri hoy designado como La catedral de Querétaro (a petición del historiador Francisco Benegas y Galván), fue construido por la Congregación del Oratorio de San Felipe Neri. Está ubicado en el centro de la ciudad de Santiago de Querétaro. Pertenece a la diócesis de Querétaro.

## Breve historia
El edificio se levantó entre los años de 1786 y 1804, por la Orden de San Felipe Neri, a petición del padre Martín de San Cayetano. Fue bendecido por el padre Miguel Hidalgo, el 19 de septiembre de 1805.
Abandonado por la orden del lugar, el obispo e historiador Francisco Banegas y Galván pidió a la Santa Sede la donación del templo para la creación de la catedral y el seminario, lo que fue autorizado y en 1921 el templo fue declarado catedral por el Papa Benedicto XV, siendo consagrada en 1931

## El edificio
Una de las últimas obras levantadas durante el virreinato, por lo que muestra de la transición entre dos estilos: del barroco al neoclásico. Ocupa el acabado del exterior material de cantera y tezontle.
Es de una sola nave, con cúpula y crucero. Cuenta con una sola torre en la parte superior derecha, inacabada.

### La fachada
La fachada del templo es la más acabada de Querétaro. Consta de dos cuerpos, y en ella se muestran esculturas y relieves con diferentes significados:

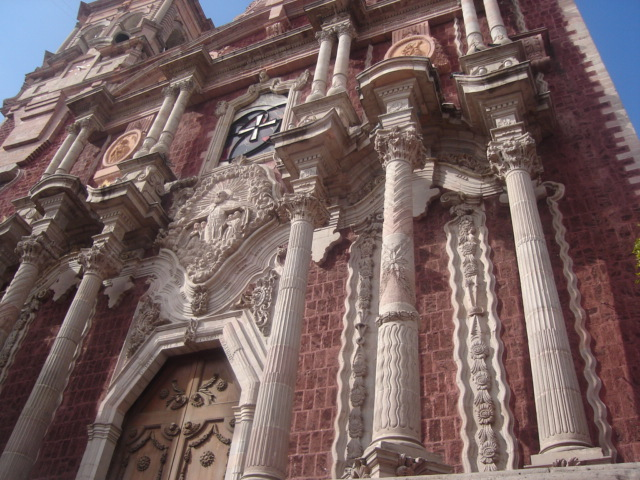
Detalle de la fachada principal.

En el primer cuerpo, enmarcan la entrada principal, con arco de forma poligonal, seis esbeltas columnas exentas sobre pedestal sesgado, terminando en capiteles corintios. Tres a cada lado de la puerta. A los lados de esta, en la parte baja, dos pequeñas estatuas, una de un libro con un rosario y la otra de un águila, que representan al evangelio según San Juan.
Sobre el arco de la puerta, se aprecia un grande y detallado bajorrelieve que representa a San Felipe Neri.
El segundo cuerpo, contrasta con el primero, ya que cuenta con cuatro pares de columnas, que terminan también en capiteles corintios, dos a cada lado, entre los cuales se encuentran medallones con bajorrelieves. La parte central la ocupa la ventana del coro, de arco moldurado. Las columnas sostienen una cornisa sobre la que se levanta un semi arco, que contiene medallones con imágenes. Sobre éste a su vez se recarga una copete con medallón y imagen tallada. La cúpula mide 59 metros de altura.

## El interior

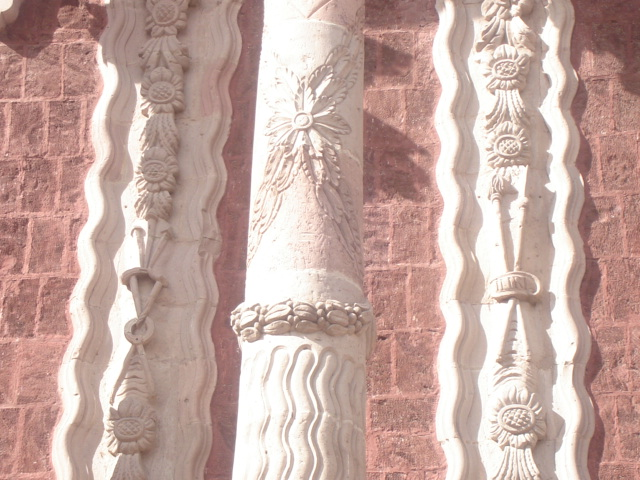
columnas.

Decorado al gusto neoclásico, con altares de cantera, muy austero. Destaca el altar principal con el grupo escultórico de los apóstoles Juan, Pablo y Santiago. Obra de Mariano Arce.

### El exconvento
El edificio se conoce como Palacio de Conín, y alberga a la Secretaría de Desarrollo Urbano y Obras Públicas del Poder Ejecutivo del Estado.